# MCI口粮

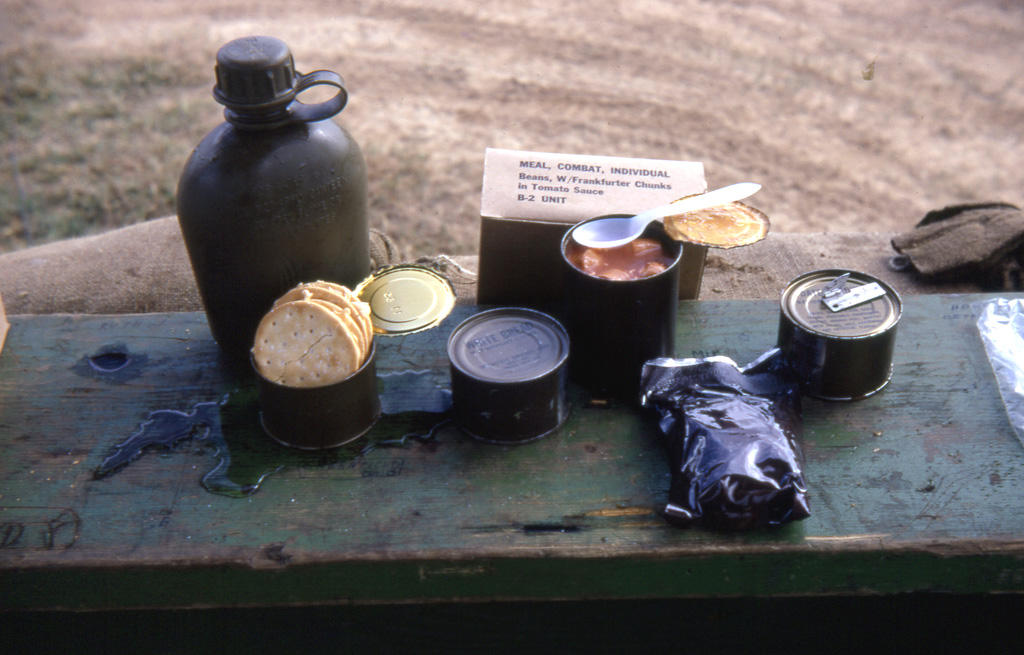
一份美國空軍士兵的MCI（亦稱C-口粮），摄于大约1966 - 1967的越南岘港.

单兵战地口粮（英語：Meal, Combat, Individual），簡稱MCI口糧，是一种湿式罐装战地口粮，并在1958年到1980年為美军采用。MCI在1980年已由MRE口粮取代。

## 发展和包装
尽管有着MCI的新名字，但MCI仍常与C-口粮混淆，因为两者在几乎所有方面都很相似。MCI计划作为原先C-口粮的小幅度升级版本，其中包含了更加丰富的菜单种类，来减少原先C-口粮食物的单调性，并以此来保证士兵每日充足的营养摄入。但由于过于沉重，这些菜单在之后的MRE口粮中为了轻便性而被淘汰。尽管MRE口粮早在1975年就已经為美国国防部正式采用，但第一批MRE的大规模生产测试直到1978年仍尚未进行。第一份包装好的MRE I口粮于1981年进入美军库存。在MRE正式於美军發配以后，MCI口粮在完全消耗前，仍為美军所用。
MCI口粮外包装为一个矩形卡纸盒，其中包括一个小号扁形罐头、一个大号罐头和两个小号罐头。当中包含有一个内含肉食主餐M-单元罐头、一个由水果饼干罐头和软奶酪面包罐头构成的B-单元和一个内含甜品的D-单元罐头。M-1、M-3、B-1、B-2、D-2和D-3单元采用的是小号罐头，M-2、B-3和D-1单元采用的是大号罐头。
各个罐头按照垂直方向进行摆放包装，在纸盒的左侧，奶酪罐头放在大罐头（M-单元）的上方，在纸盒的右侧，两个小罐头為一上一下放置（较轻的罐头放在较重的罐头上方）。顶部放置的是棕色金属箔片包装的附件袋和一个包装在透明塑料袋中的塑料勺子。每一份卡纸盒装的MCI口粮包含5000千焦的热量（合1200卡路里），带包装的总重量为1.2千克，体积为1.5升。